# 復興航空235號班機空難
復興航空235號班機是臺北松山機場飛往金門機場的國內線定期航班，2015年2月4日上午10時56分，執行該航班的ATR 72-212A客機（註冊編號B-22816）於起飛不久後右引擎發生順槳故障，機長廖建宗誤關掉唯一正常的左引擎，導致失去動力墜於基隆河南港段。墜毀前左機翼呈90度角擦撞環東大道高架橋的影片，成為代表性新聞畫面。此次空難為臺灣航空史上首次飛機墜毀於河川的事故，也是繼1970年中華航空206號班機空難後再次有民航空難發生在台北市轄區（1997年另有空軍運輸機墜毀松山機場）。
机上58名乘客及机组人员中，共有43人死亡、15人生還。机上有31名中國大陸旅客（22名廈門人），当中28人死亡。復興航空對每位遇难的中國大陸和台灣乘客划一賠償1,490萬台幣，并與大部份家屬和解；而接連两次的空難事件更讓外界質疑復興航空公司的飛行安全控管以及機組人員是否按照標準程序執行飛航流程，也间接导致该航空公司于2016年11月宣布歇業，終止營運服務。

## 經過
|  |

2015年2月4日上午10時45分，由臺北松山機場前往金門尚義機場之復興航空235號航班準備起飛，计划使用MU2Q离场程序。機上共有58人，其中機組員5人，乘客53人。10時55分飛經臺北市南港區時失聯，当地媒体播放的录音显示機長曾向航空管制員呼叫“Mayday, mayday, engine flameout!（求救，求救，引擎熄火！）”，松山機場塔臺要求機長重試並轉接臺北近場頻道（119.7MHz）。隨後塔臺5次嘗試呼叫，但是飛航組員均無回應。根據民眾行車紀錄器所拍攝到影像，飛機最後高度驟降並向左側翻轉90度，左機翼先擦撞南港展覽館附近環東大道高架道路上一輛正在行駛的計程車，之後擦撞環東大道的護欄，隨即墜毀於臺北市南港區、內湖區與新北市汐止區交界、內溝溪抽水站附近的基隆河河面上。

### 記錄器譯文公布
2月6日，飛航安全調查委員會公布飛航記錄器中「座艙語音記錄器」（CVR）譯文及「飛航資料記錄器」（FDR）记录報表。
二号（右側）发动机在飞机位于大约1,200英尺（370）时自动順槳，並觸發主警報，一号（左側）发动机在二号发动机发生问题后仍然维持正常状态。機長廖建宗将一号发动机油门收回，油路关断，隨後飛機發出失速警告。启动时飞机已因來不及拉高，导致坠毁。在墜毀前，副機師曾要求正駕駛按程序執行「確證」，但機師並未理會。
| 持續時間 （HH:MM:SS） | 相對時間                  | 相對時間   | 經過                                                                            |
| 持續時間 （HH:MM:SS） | 協調世界時 UTC±0 航空計時 | UTC+8      | 經過                                                                            |
| --------------------- | ------------------------- | ---------- | ------------------------------------------------------------------------------- |
| 00:00:00.0            | 2月4日                    | 2月4日     | 航班記錄開始                                                                    |
| 00:00:00.0            | 02:41:14.6                | 10:41:14.6 | 航班記錄開始                                                                    |
| 00:09:58.1            | 02:51:12.7                | 10:51:12.7 | 獲松山塔臺頒發起飛許可                                                          |
| 00:11:19.2            | 02:52:33.8                | 10:52:33.8 | 起飛後接獲塔臺請求連繫台北近場臺                                                |
| 00:11:23.7            | 02:52:38.3                | 10:52:38.3 | 主警報响起（2号发动机警告）                                                     |
| 00:11:27.4            | 02:52:42.0                | 10:52:42.0 | 收回1號引擎（收回油門並且關斷）                                                 |
| 00:11:28.4            | 02:52:43.0                | 10:52:43.0 | 組員提及收回1號引擎（收回油門並且關斷）                                         |
|                       | 02:53:00.4                | 10:53:00.4 | 討論引擎熄火程序                                                                |
|                       | 02:53:06.4                | 10:53:06.4 | 組員再次提及收回1號引擎                                                         |
|                       | 02:53:07.7                | 10:53:07.7 | 組員提及2號引擎熄火                                                             |
|                       | 02:53:09.9                | 10:53:09.9 | 駕駛艙第1次出現失速警告聲響，至10:53:10.8                                       |
|                       | 02:53:12.6                | 10:53:12.6 | 駕駛艙第2次出現失速警告聲響，至10:53:18.8                                       |
|                       | 02:53:19.6                | 10:53:19.6 | 一號引擎順槳並斷油                                                              |
|                       | 02:53:21.4                | 10:53:21.4 | 駕駛艙第3次出現失速警告聲響，至10:53:23.3                                       |
|                       | 02:53:24.0                | 10:53:24.0 | 关1号发动机                                                                     |
|                       | 02:53:25.7                | 10:53:25.7 | 駕駛艙第4次出現失速警告聲響，至10:53:27.3                                       |
|                       | 02:53:34.9                | 10:53:34.9 | 呼救，並告知引擎熄火。組員聯繫松山塔台呼叫「Mayday, Mayday, engine flame out.」 |
|                       | 02:53:55.9                | 10:53:55.9 | 駕駛艙第5次出現失速警告聲響，至10:53:59.7                                       |
|                       | 02:54:06.1                | 10:54:06.1 | 駕駛艙第6次出現失速警告聲響，至10:54:10.1                                       |
|                       | 02:54:09.2                | 10:54:09.2 | 組員多次呼叫重新開車                                                            |
|                       | 02:54:12.4                | 10:54:12.4 | 駕駛艙第7次出現失速警告聲響，至10:54:21.6                                       |
| 00:13:05.4            | 02:54:20.0                | 10:54:20.0 | 重启1号发动机                                                                   |
|                       | 02:54:33.2                | 10:54:23.2 | 駕駛艙第8次出現失速警告聲響，至10:54:33.9                                       |
| 00:13:19.8            | 02:54:34.4                | 10:54:34.4 | 駕駛艙出現第二次主要警告聲響                                                    |
| 00:13:20.2            | 02:54:34.8                | 10:54:34.8 | 不明聲響                                                                        |
| 00:13:21.3            | 02:54:35.9                | 10:54:35.9 | 飛行資料記錄器停止記錄，记录67分22.56秒的750个参数                              |
| 00:13:21.8            | 02:54:36.4                | 10:54:36.4 | 駕駛艙通話記錄器停止記錄，记录2小时4分4.4秒的录音                               |

## 救援

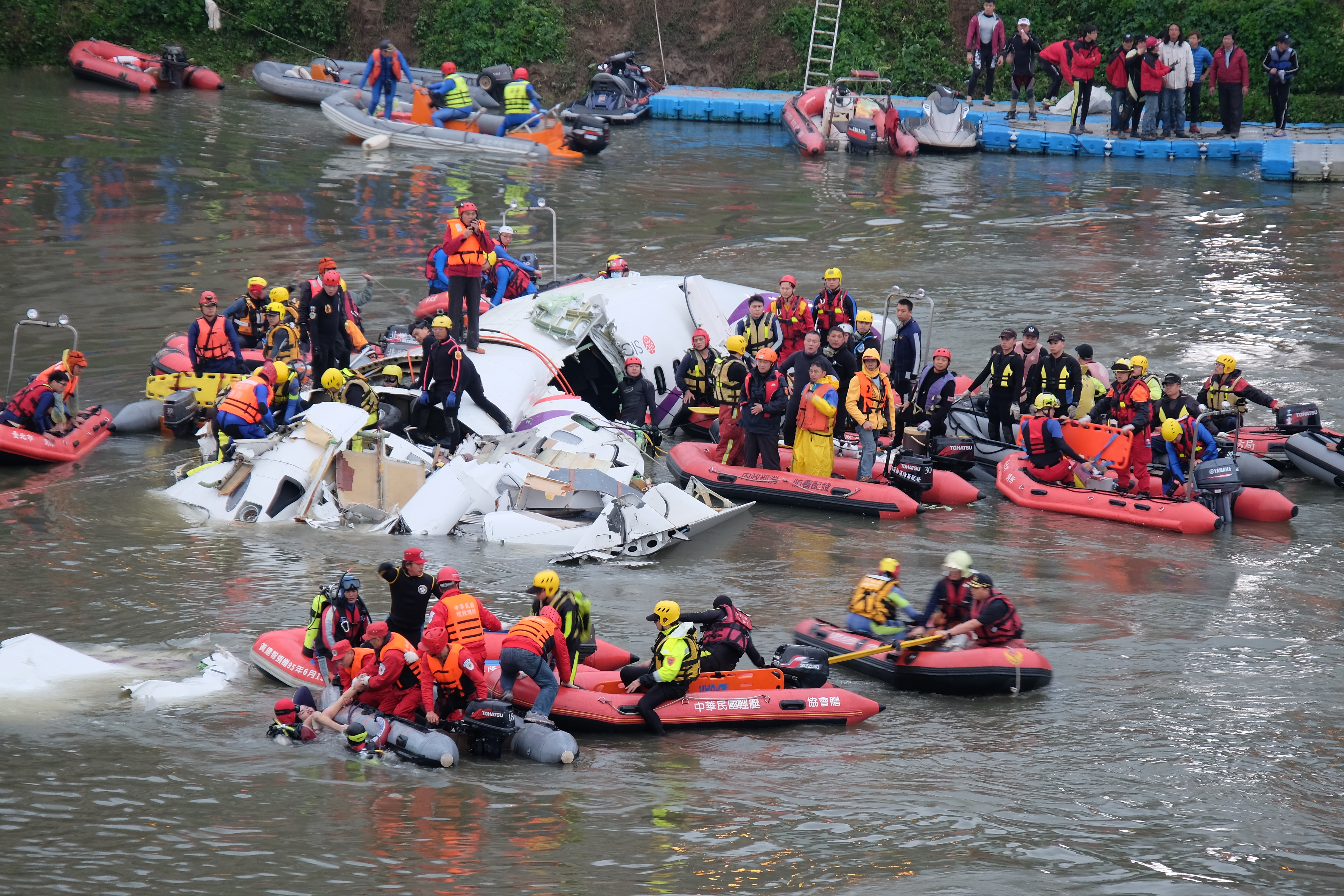
飛機墜河後的搜救現場。

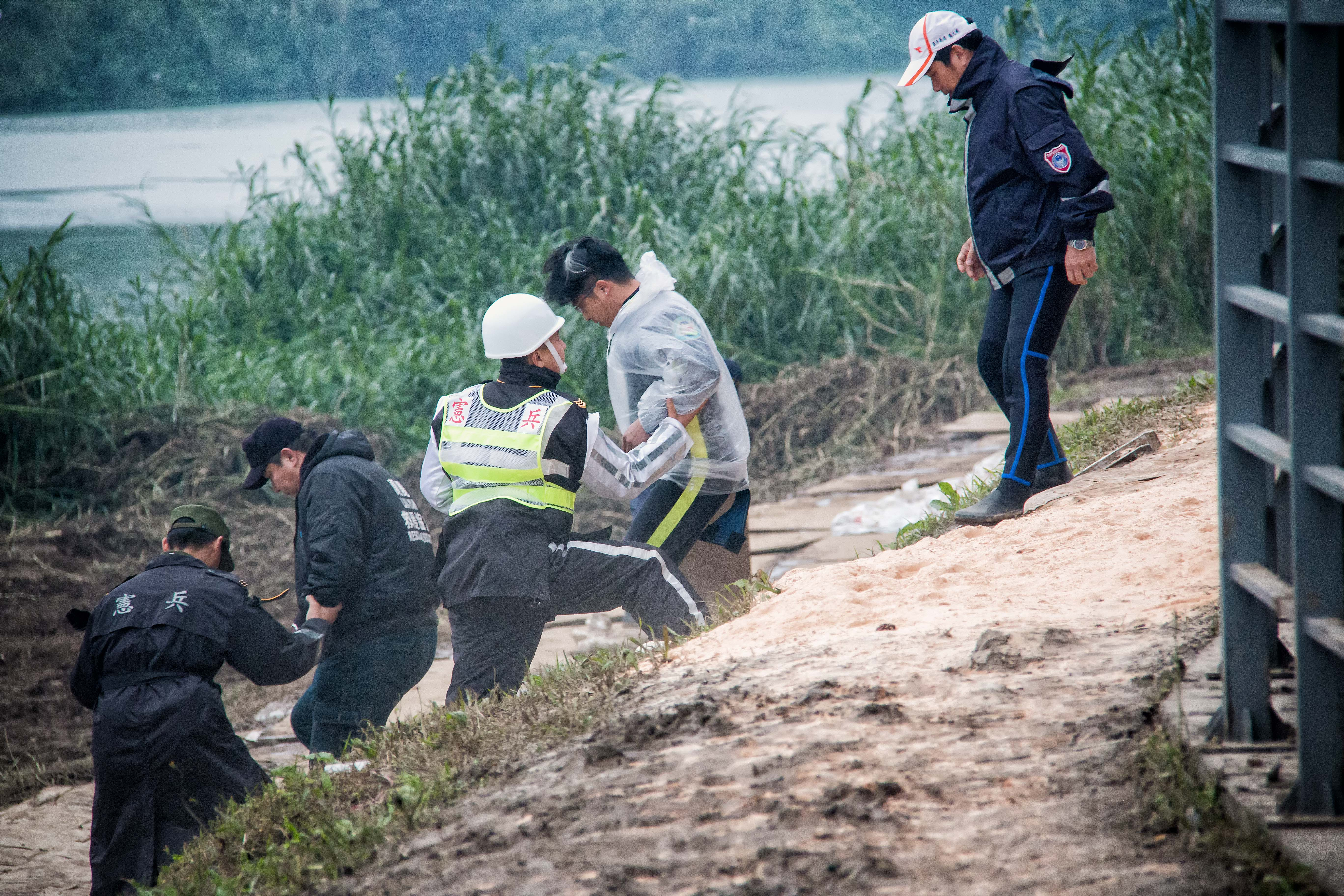
國防部亦派出近百名國軍官兵參與搜索。

2月4日，臺北市政府消防局于10時56分接到報案。16時05分飛航記錄器撈上岸。最後一名罹難者於2月12日在事故地點下游3公里尋獲。
為了讓大型吊臂車進基隆河打撈，水門被拆掉，然而台北市政府和新北市政府均宣稱是他們的副市長下令拆除，引起公共行政學學者注意。2月6日由台北市政府轉交交通部，曾引來交通部太慢接手的批評。

## 失事器械

### 客機
失事客機機型為ATR 72-212A，註冊編號B-22816，生產編號1141。客機於2014年3月28日首航，於同年4月15日交付，最近一次檢查於2015年1月26日完成，飛機機齡約9個月。而在2014年7月23日失事的復興航空222號班機機型是ATR 72-500。
這架客機曾於2014年4月接機返回臺灣途中因引擎技術原因申請備降澳門國際機場。引擎製造公司普拉特·惠特尼加拿大公司將故障的引擎送回原廠，並更換一具全新的引擎給該飛機使用。兩具引擎的飛行時數分別為：左側一號引擎800多個小時，右側二號引擎1,000多小時。維修後於4月21日飛離澳門。
根據自由時報引述匿名機師的報導，机长廖建宗當天上午駕駛該航機完成一趟臺北到金門的往返任務，在他從金門飛抵松山機場時，在飛航登錄表上記錄有「引擎有異狀」，要求地勤人員檢修後再飛，但地勤人員擔心班機延誤被民航局罰款，要求機長先飛完下一趟回到松山機場再進行檢修。民航局對此回應說該航班當日前2次飛航紀錄和維護紀錄中，並無任何飛機故障登錄，該班班機務簽放人員也表示無催促放飛之情形。
復興航空事後宣布，依照國際慣例停用GE235班號、改为GE2353，並獲民航局核准。

### 計程車
被班機機翼掃到車頭的計程車是一部Volkswagen Caddy Maxi，编号1098，挂在計程車車行“皇冠大車隊”名下。

## 死傷者

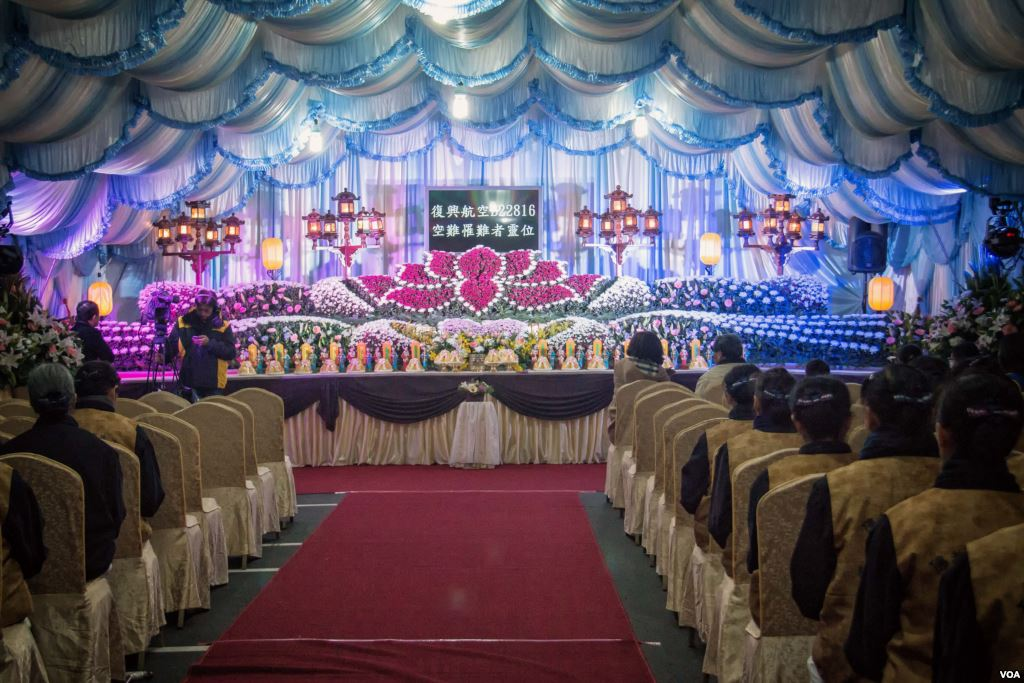
罹難者靈堂設於臺北市立第二殯儀館。

此次空難機上43人死亡、15人受傷生還。另外橋上計程車受傷2人，為司機與乘客。機組僅一名女空乘生還。
| 來自     | 乘客 | 機組 | 死亡（機組乘客合計） |
| -------- | ---- | ---- | -------------------- |
| 中國大陸 | 31   | 0    | 28                   |
| 台灣     | 22   | 5    | 15                   |
| 總計     | 53   | 5    | 43                   |

### 乘客
班機共載有53名乘客，其中有48名成人、5名兒童（一名嬰兒獲救）。31名中國大陸旅客中，福建省厦门人有22名，另外来自福建省龙海、福建省泉州、福建省南平、江蘇省崑山、山東省青岛、遼寧省大连、吉林省长春、黑龙江省哈尔滨、黑龙江省绥化的各1名。他們全部自兩個從廈門出發的旅行團。31人中僅3人生還，包括10歲的女孩颜依锦、颜春伟（颜依锦父親）、39歲的黄立平。

### 機組
機組人員包含兩位正駕駛分別為廖建宗（42歲）擔任操控駕駛員（PF）累計飛行時數4,914小时，劉自忠（45歲）擔任監控駕駛員（PM）累計飛行時數6,922小时，副駕駛洪炳衷（63歲）累計飛行時數約16,121小時，以及兩名空服員，分別是葉家菁與黃敬雅，機組人員仅空服員黃敬雅倖存。
正副駕駛的遺體於2月5日凌晨在嚴重變形的駕駛艙尋獲，而空乘葉家菁被發現時呈仰躺狀，面容安詳，經檢方相驗，因頭顱曾遭巨大撞擊破裂，且下顎和腳踝處出現骨折，研判死因為機體墜河時，頭顱受到嚴重撞擊而瞬間死亡。遺體則是於2月7日下午3：23在南湖大橋下方400公尺，水深3公尺處尋獲，拉上後發現全身已浮腫，除了腳下的高跟鞋不見以外，其餘衣著完整。

## 媒體報導

### 台灣
飛機墜毀前之最後過程正巧被行經事故路段車輛之行車記錄器記下，台灣各傳媒（在獲得或未經授權情況下）迅速取得網路流傳之直擊影片並重複播放。部分媒體未經查證，直接以正駕駛「努力挽救頹勢」、「力求避開人口密集區域」等與駕駛操作失誤事實完全相反之論述大肆報導，營造正副駕駛之悲劇英雄形象，遭抨擊為不具專業又妄下定論。

### 中國大陸
福建傳媒偏向挖掘中國大陸旅客的感性人物故事，例如上飛機前的最後社群帳號動態、因為春節要加班所以提前在立春家庭旅行、國企單位領導背景的乘客等，由此少不免將遇難者家庭背景公開。

## 賠償
每名罹难者20万台幣慰问金、120万台幣补助费与1,350万台幣和解金，总计1,490万台幣，与2014年7月发生的復興航空222號班機空難赔偿金额相同。大部份家屬選擇和解。
北京《新京报》採訪一名代理过空难赔偿的航空法专家：“台湾不是国际民航组织成员，不适用国际公约（註：1999年《蒙特利尔公约》），因此赔偿主要依据台湾地区法律、人身伤害赔偿标准和生活水平制定。另外，按大陆相关法律规定，及大陆人均生活水平等赔偿依据，也可赔偿295万人民币左右。”《新京报》指出按过往空难案例，此次赔偿数额超出平均数额，但也并不是很高。

### 计程车司機
復興航空向计程车司机周姓男子付住院及慰問金共20萬元，提出25萬元和解遭拒。
復興航空亦向計程車車行賠償146萬元。不過，雖然計程車掛在車行名下，繳車貸的卻是周男，而周男並未收到這筆賠償，甚至仍需缴车贷。車商赔偿1輛新車，亦以同樣原因被车行拿走。车行要求周男向復兴航空索偿。
周男向復興航空及董事長林明昇求償400萬元。2020年1月，法院認為，復興航空破產，且林明昇僅負責公司業務，與事故無關，判周男敗訴（可上訴）。
周男患有糖尿病、高血壓，空難後承受的巨大心理壓力，導致慢性腎衰竭，处境堪憂。

## 事故调查
事故调查单位共有台北的飛航安全調查委員會（簡稱飛安會）、台北的交通部民用航空局、北京的民用航空局、复兴航空、法國航空事故調查處（BEA）、飛機製造商法国ATR公司、加拿大運輸安全委員會（TSB）、發動機製造商美国普惠公司。此次事故也是台湾空难首次有中国大陆的失事调查机构参与。
2015年2月6日15時，飛安會召开调查进度说明会，公佈對飛航記錄器（「黑盒子」）的初步解讀結果：「飛機在失事前曾雙發失效，且五次觸發失速警告」。飛安會一个月内发布初步调查报告，四个月后发布正式报告。
2015年7月2日，飛安會公布事實資料報告，認為空難為嚴重人為操作失誤事故。本班機在跑道滾行準備起飛，滾行加速四秒鐘時監控駕駛員發現自動起飛動力控制系統（ATPCS）下线（off-line），照規定應該立即中止起飛，但操控駕駛員卻照常起飛。機上系統監測到右邊的二號發動機出現異常後即自動順槳，無法產生動力，顯示器會顯示右邊的二號發動機異常。然而機長未按標準作業程序檢查，反將左邊正常運作的一號發動機斷油，以致兩具發動機皆無法產生動力。根據座艙通話記錄器資料，飛航組員（機長）一直到飛機墜毁前八秒，才發現關錯油門導致失速。
飛安會執行長王興中指出，依照ATR 72-212A型飛機的操作規定，ATPCS只要有問題就禁止起飛；詢問復航的訓練教官，教官也都表明有告知駕駛員，只要ATPCS故障便不能起飛，但復航沒有把這項規定寫進飛航操作手冊內提醒。他也透露，操控機師過去曾未通過緊急事故相關訓練的考試，經重訓後補考合格。
调查报告认定，事故航班机组成员屡屡不遵守标准作业程序的行为已经形成一种工作文化，对高风险的操作司空见惯并习以为常。
飛航安全調查委員會於2016年6月底發布最終調查報告，報告指出機組成員未依照執行手冊的標準步驟辨識故障，也沒有依正確程序進行修正，導致駕駛誤關仍正常運行的一號發動機，最終使飛機墜機。但在調查報告發出隔天，民航局卻發布新聞稿稱飛航事故調查委員會的報告不盡周全，無考慮到儀表之當時顯示狀況是否和模擬機裡的訓練顯示不同。

## 製造商與政府補救
- 在GE235事件發生之後據飛安會調查指出：該飛機2號螺旋槳發動機之所以發生「順槳」後失去動力，是因該發動機的自動順槳單元，誤偵測原本正常運作的2號發動機未正常運轉，所以觸發順槳，反而使發動機失去動力，也讓機長後續緊急應變時，誤關掉1號引擎，導致墜機憾事。（順槳為該款發動機的故障保險（fail safe）機制，用於引擎失效後，螺旋槳的槳葉角度會自動調整，以便與氣流平行，降低阻力。）因此讓ATR區域飛機公司因而在飛行程序說明書中的機械意外排解增列相關故障排解程序及通報。
- 另外由於ATR的渦輪螺旋槳引擎是由普惠Pratt & Whitney PW120系列提供動力，而普惠加拿大先前就有注意該批次的引擎似乎有此問題，但都當成個案做事後處理追蹤，在復興航空GE235事件發生後，加拿大普惠追蹤全球該批次問題引擎流向，並且督促客戶做更換動作。[47]。
- 2017年10月18日立法院交通委員會今邀請交通部長賀陳旦、飛航安全調查委員會主委黃煌煇報告「國家運輸安全調查委員會成立情形」及「軌道技術研究暨驗證中心籌備進度及執行現況」，但是實際狀態是該國家運輸安全調查委員會成立草案仍舊是紙上談兵未送審狀態。直到2018年10月21日台鐵普悠瑪列車發生出軌意外，10月25日行政院才證實將成立國家運輸安全調查委員會並確定於2018年11月送立法院審議[48]。

## 反應

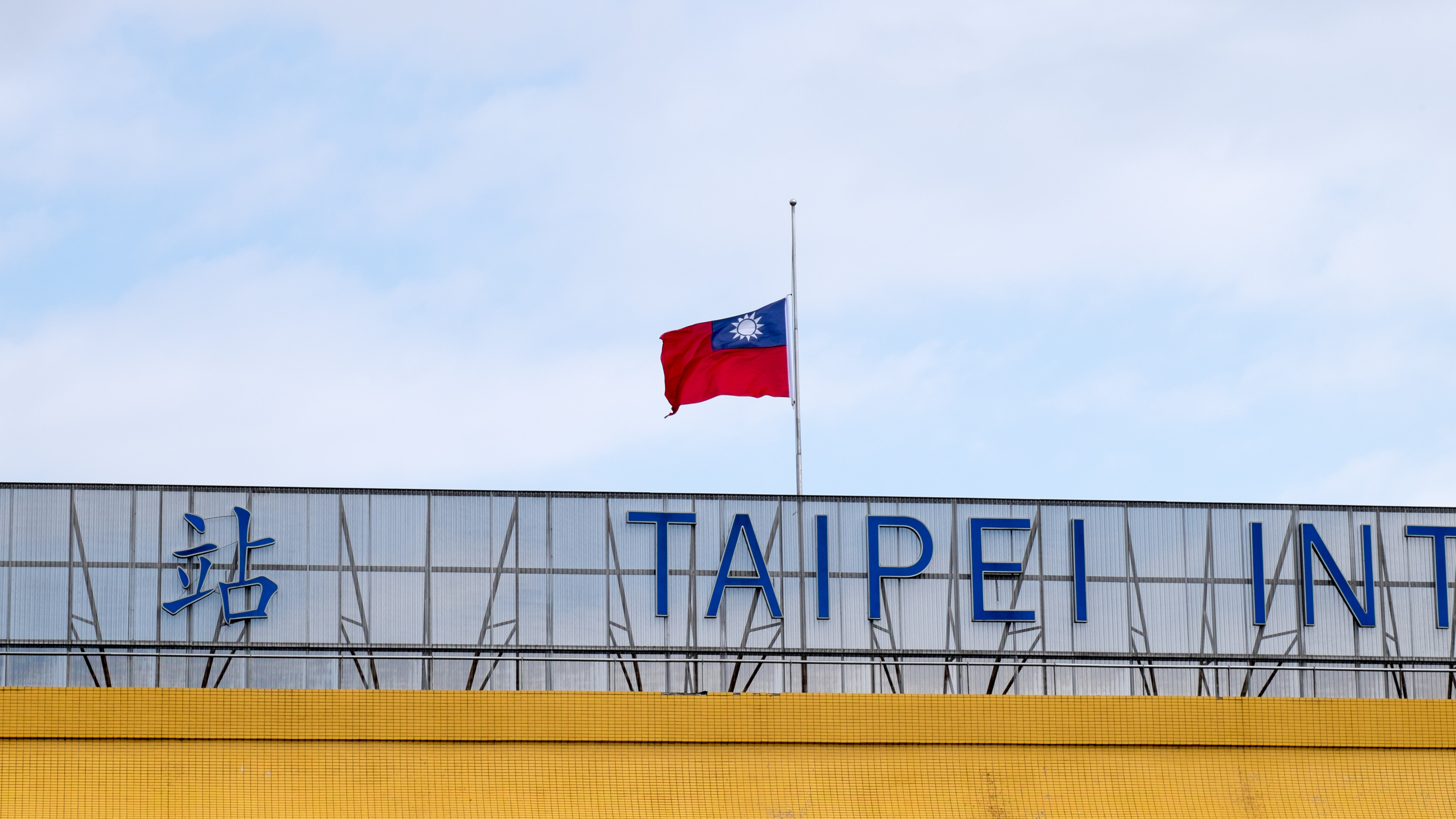
臺北松山機場第一航站大樓於2月10日空難頭七當天降下半旗。

### 復興航空
- 2月5日，復興航空停用GE235班號、改為GE2353，2016年11月，该航班随复兴航空的解散一同取消。[21]

### 台灣
- 交通部民用航空局要求復興航空及立榮航空，針對ATR客機引擎進行特別檢查。要求檢查的項目包括航機燃油控制及發動機供油系統、發動機螺旋槳控制系統、水洗發動機所涉及的堵頭、接頭、漏放孔等處。[49][50]復興航空表示，目前旗下有ATR72-500型和600型各4架飛機，會對機場內所有ATR機型作檢查，所有安檢會同民航局人員一起檢查。[50]

### 中國大陸
- 2月11日，国台办举行例行新闻发布会，指海协会、海旅会、福建省台辦、厦门市台辦已赴台善後。發言人又指在空難後台灣傳媒報導「大陆的航空公司待遇好、环境好，因此很多台湾航空公司的机师被大陆挖角」是推卸责任。[51]

## 后续影响

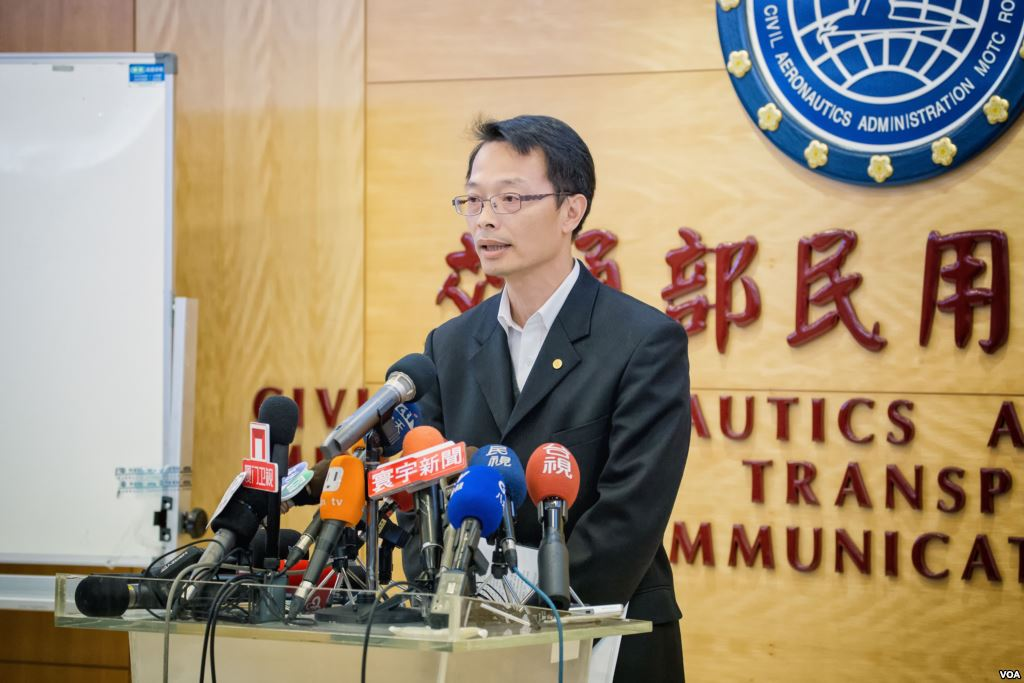
民航局標準組組長林俊良要求復興航空公司進行整頓

### 復興航空
在臺灣證券交易所上市的復興航空当天午盘後股价重挫6.9%至跌停板，復興航空母公司國產實業股價亦受拖累下滑。交通部民用航空局依航權分辦法規定，復興航空自失事之日起停止航權分配一年，
并要求復興航空ATR機隊的駕駛員必須重新考核，未通過者，將立即停飛。空難後載客率下滑，虧損嚴重，是導致2016年11月22日，復興航空無預警停止所有航線營運，且宣布解散的其中一個原因。

### 两岸关系
国台办主任张志军赴金门参访时间推迟。

### 其他
- 台北松山機場存廢議題再次引起討論。[58]
- 本次空難後由加拿大國家地理頻道（英语：National Geographic (Canadian TV channel)）製拍為「空中浩劫」電視影集系列第17季第7集「復興航空235號班機」（英文原版名称：Caught On Tape，中文：龍騰劫），並於2017年9月5日在台灣首播。
- 在本事故受到波及的計程車於2019年進行出價收藏，所屬車隊直接將該輛毀損的車輛捐贈給位於宜蘭縣蘇澳鎮的計程車博物館進行展示。[59]

### 航空安全作為
多家軍事雜誌專文探討，分別從飛行員、等方面，引據如何降低傷亡及如何參酌歐美應急救難體系（例如聯邦緊急事務管理署），建立專責指揮體系。

## 類似空難事件
- 佛罗里达航空90号班机空难（同屬撞橋墜河，墜毀於波多馬克河）
- 英倫航空92號班機空難（同爲機師在單發動機故障的情況下，關错發動機，導致飛機墜毀，造成47人遇难）
- 荷兰皇家城市短途航空433号班机空难（單邊引擎發出故障警告時，機師未按指示操作）
- 尼泊尔雪人航空691号班机空难
- 復興航空其他的空難：復興航空222號班機空難

## 外部連結
- （繁體中文）行政院飛航安全調查委員會GE 235班機飛航事故進度報告（2月5日／2月6日／記者會簡報／2月8日／2月9日/初步调查报告）
- （英文） "Flight GE 235 on 4 February 2015, ATR 72-600 (72-212A)" (（页面存档备份，存于）) - 法国航空事故调查处
- （法文） "Vol GE 235 du 4 février 2015, ATR 72-600 (72-212A)" (（页面存档备份，存于）) - 法国航空事故调查处
- （英文）LiveATC.net（英语：LiveATC.net）的GE-235無線電通訊錄音檔案[永久]，快轉至21分(起飛)，23分發出「Mayday mayday engine failure Callsign TransAsia 235」，之後航管呼叫無回應。
- （英文）Flightradar24路徑圖B-22816 （页面存档备份，存于）
- （英文）航空安全网上的事故资料

- GE-235無線電通訊錄音檔案節錄最後部分 （页面存档备份，存于）
- GE-235無線電通訊錄音檔案 （页面存档备份，存于）
- （英文）飛機失事前的照片
- 倖存空服員黃敬雅在2021年的貼文於Facebook.  [2021-02-04] （中文）.

| 上一次： 復興航空222號班機 | 復興航空空難 2015年2月4日 | 下一次： 復興航空解散 |